# Lycée Askia-Mohamed
Das Lycée Askia-Mohamed (Lycée Terrasson-de-Fougères) ist eine weiterführende Schule in Bamako, Mali. Das Lyzeum (Gymnasium) ist eine der ältesten Schulen Malis.
Tatsächlich handelte es sich Anfangs um eine Geiselschule (école des otages), die Generalgouverneur Louis Faidherbe um 1855 in Kayes gegründet hatte, um die Söhne von Häuptlingen und Notabeln zwangszurekrutieren. 1916 wurde die Schule nach Bamako verlegt und in „Berufsschule für die Söhne von Häuptlingen und Notabeln“ umbenannt.
Diese Berufsschule bildete die ersten sudanesischen Arbeiter aller Berufe aus, darunter Eisenbahner für den Zugverkehr zwischen Bamako und Dakar (Dakar-Niger); Maurer, Zimmerleute, Schmiede usw., sowie alle Verwaltungsassistenten (wie Verwaltungs- und Finanzangestellte - services administratifs et financiers - SAF, Dolmetscher). Die Werkstätten der Berufsschule befanden sich noch zur Zeit des Lycée Terrasson-de-Fougères im Hinterhof.
1961 wurde die Schule umbenannt in Lycee Askia-Mohamed nach dem malischen Herrscher Askia Mohammad I.

## Geschichte
In den Jahren 1923 bis 1924 ließ der Interimsgouverneur von Französisch-Sudan, der damalige Generalgouverneur Henri Terrasson de Fougères, umfangreiche Bauarbeiten durchführen und die Berufsschule für die Söhne von Häuptlingen und Notabeln errichten.
1924 wurde die Einrichtung zur École primaire supérieure (EPS).
Am 5. Mai 1931, nach dem Unfalltod von Terrasson in Frankreich wurde die Einrichtung in „Lycée Terrasson-de-Fougères“ umbenannt.
1946 wurde die Schule zum Collège Terrasson-de-Fougères. Der Unterricht wurde zweizügig: Es wurde ein klassischer Zug, in welchem Latein und Griechisch gelehrt wurden, und ein moderner Zug (Technik) eingerichtet.
Die Aufnahme erfolgte über ein Auswahlverfahren und nach dem ersten Schulhalbjahr. Schüler mit schlechten Leistungen wurden von der Schule verwiesen oder umgeschult. Die Disziplin war streng und hervorragende Leistungen gehörten zum Grundprinzip.
Am Ende jeden Schuljahres wurden akademische Anerkennungspreise verliehen, eine feierliche Zeremonie, deren Ergebnisse in einer Gewinnerliste festgehalten wurden.
Am 20. Mai 1950 wurde die Einrichtung zur ersten weiterführenden Schule (Lyzeum) in Mali. Direktor war Pierre Labattut. Kurz darauf entstanden weitere weiterführende Schulen, darunter das Lycée technique und das Lycée de jeunes filles.
1961 wurde die Schule umbenannt in „Lycée Askia-Mohamed“.

## Architektur
Der Grundriss des Gebäudes hat die Form eines H (wie in Henri) hat und dass das Bildnis des Gouverneurs ist an der Hauptfassade zu sehen.

## Persönlichkeiten

### Absolventen
- Modibo Keïta (1915–1977) 1931–1934;
- Kadari Bamba (1936–2005) 1949–1956;
- Dioncounda Traoré (* 1942) –1961;
- Alpha Oumar Konaré (* 1946);
- Ibrahim Boubacar Keïta (1945–2022).

### Schulleiter
- Bakary Kamian (1962–1963)
- Adama Sissoko (1963–1964)
- Gaoussou Malikité (1964–1968)
- Mamadou Sarr (Pädagoge) (1968–1969)
- Yousouf Traoré (1969–1970)
- Bakoroba Soumaré (1970–1975)
- Sékou Soumano (1975–1978)
- Adama Guindo (1978–1980)
- Nouhoum Amadou (1980–1988)
- Alou Diarra (Pädagoge) (1988–1991)
- Souleymane Goundiam (1991–1992)
- Aliou B Kondo (1992–1993)
- Djoubairou Sow (1993–1994)
- Cheik Hamala Sylla (1994–1998)
- Mahamadoun Ag Hantafaye (1998–2002)
- Basseni Diarra (2002–2011)
- Edmon Togo (2011–2014)
- Koro Monzon Koné (2014–2015)
- Mamadou Dembélé (2015–2016)
- Mahamane Camara (2017)